# 30 mars dans les chemins de fer
30 février 30 avril
Chronologies thématiques
- Croisades
- Sports
- Disney

Cette page concerne les événements qui se sont déroulés un 30 mars dans les chemins de fer.

## Événements

### XXesiècle
- 1998. Italie-Suisse : accord entre les Ferrovie dello Stato et les CFF pour créer une filiale commune Cargo Suisse Italie destinée à fusionner, à terme, les activités de transport de marchandises des deux compagnies. ce projet sera abandonné au bout de quelques mois.

### XXIesiècle
- 2004. Corée du Sud : inauguration du premier tronçon de la LGV coréenne entre Séoul et Daegu (253 km).